# Песочное (городской округ Семёновский)
Песо́чное — деревня в городском округе Семёновский. Входит в состав Пафнутовского сельсовета.

## Описание
Расположена в 1 км от административного центра сельсовета — Пафнутово и 53 км от областного центра — Нижнего Новгорода.
| 2002 | 2010 |
| ---- | ---- |
| 79   | ↘74  |

## География
Деревня расположена на левом берегу реки Песочной.